# Alvernia University
L'Alvernia University è un'università privata di indirizzo cattolico con sede a Reading, nello stato americano della Pennsylvania.
L'Alvernia College fu fondato nel 1958 dalle suore di San Bernardino da Siena. Il primo edificio del campus universitario, la Francis Hall, era stato eretto nel 1926 come orfanotrofio. Il nome dell'istituto deriva da quello della Verna, il monte su cui san Francesco ricevette le stimmate. In origine i corsi erano riservati alla sole studentesse, ma nel 1971 furono ammessi anche studenti di sesso maschile. Nel 2008 lo stato della Pennsylvania elevò il college al rango di università.